# Roberto Peccei
Roberto Daniele Peccei (* 6. Januar 1942 in Turin; † 1. Juni 2020) war ein italienischer theoretischer Physiker. Er beschäftigte sich mit Elementarteilchenphysik sowie mit ihrer Verbindung zu astrophysikalischen und kosmologischen Fragen (Astro-Teilchenphysik), beispielsweise der Hypothese der Baryogenese über die vorherige Erzeugung von Leptonen (Leptogenese).
Bekannt wurde Peccei zusammen mit Helen Quinn in den 1970er Jahren für seinen Vorschlag (die Peccei-Quinn-Theorie) zur Lösung des Strong CP-Problems der starken Wechselwirkung (Quantenchromodynamik, QCD).

## Leben
Peccei war der Sohn von Aurelio Peccei, Mitgründer und erster Präsident des Club of Rome und Manager bei Fiat und Olivetti, Mitgründer von Alitalia. Peccei wuchs in Argentinien auf, wo sein Vater ab 1949 die Fiat-Geschäfte führte, und ging ab 1958 in die USA, wo er 1962 am Massachusetts Institute of Technology (MIT) seinen Bachelor-Abschluss erwarb, 1964 seinen Master-Abschluss an der New York University und 1969 am MIT promoviert wurde. Danach war er Postdoc an der University of Washington und ab 1971 an der Stanford University. Ab 1978 war er Mitarbeiter des Max-Planck-Instituts für Physik in München und ab 1984 Leiter der Theoriegruppe am DESY in Hamburg. 1987 wurde er Fellow der American Physical Society. Ab 1989 war er Professor an der University of California, Los Angeles (UCLA), wo er Leiter der Physik-Fakultät war, ab 1993 Dean der Division of Physical Sciences des College of Letters and Sciences und seit 2000 Vice Chancellor for Research. Er leitete auch das Beratungskomitee des Laboratory of Nuclear Science der Cornell University und des MIT.
Peccei war wie sein Vater Mitglied des Club of Rome und Präsident der Fondazione Aurelio Peccei. Für 2013 wurde ihm der Sakurai-Preis zugesprochen. 2016 wurde er zum Mitglied der American Academy of Arts and Sciences gewählt.

## Peccei-Quinn-Theorie
Ein bestimmter CP-verletzender Term der QCD, der aufgrund ihrer komplizierten Vakuumstruktur theoretisch möglich ist und  von Gerardus ’t Hooft vorhergesagt wurde, wird in der Natur nicht beobachtet. Dies war in den 1970er Jahren ein theoretisches Hindernis für die Durchsetzung der QCD als Theorie der starken Wechselwirkung.
Peccei und Quinn schlugen eine Lösung dieses Problems durch eine globale chirale U(1)-Symmetrie vor (Peccei-Quinn-Symmetrie). Aus der Theorie folgt auch die Existenz von Axionen (da die Symmetrie spontan gebrochen ist, die Axionen sind die dabei auftretenden Goldstonebosonen); sie sind einer der  Kandidaten für die Dunkle Materie.